# Tom Sawyer (film, 1917)
Pour les articles homonymes, voir Tom Sawyer (homonymie).
Pour plus de détails, voir Fiche technique et Distribution.
Tom Sawyer est un film muet américain réalisé par William Desmond Taylor, sorti en 1917.
Il s'agit d'une adaptation du roman Les Aventures de Tom Sawyer de Mark Twain, publié en 1876, d'abord en Angleterre en juin puis aux États-Unis en décembre.

## Distribution
- Jack Pickford : Tom Sawyer
- Robert Gordon : Huck Finn
- Helen Gilmore : la veuve Douglas
- Clara Horton : Becky Thatcher
- Edythe Chapman : Tante Polly
- Antrim Short : Joe Harper
- George Hackathorne : Sid Sawyer